# 알로르 제도

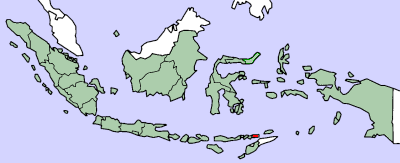
알로르 제도의 위치

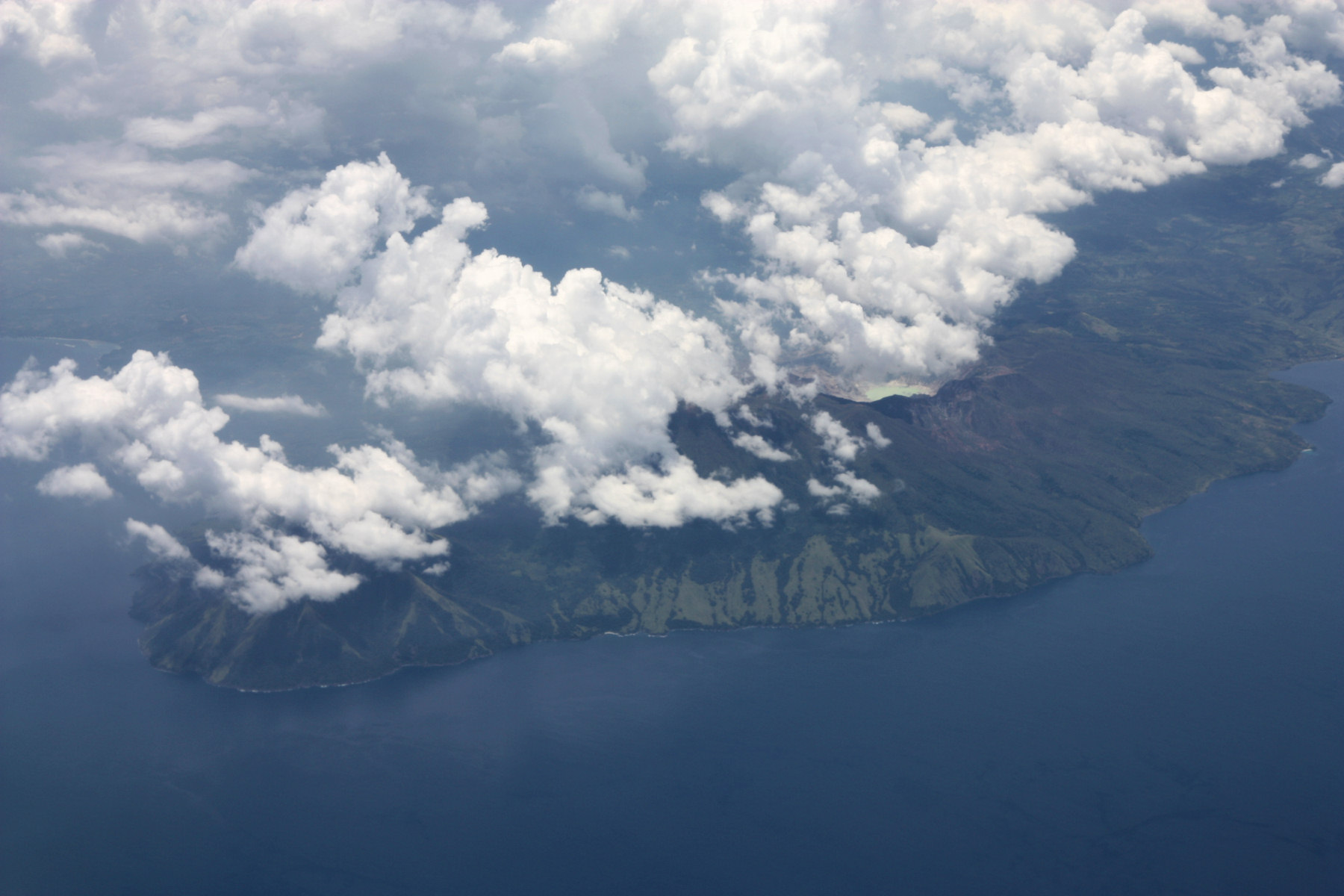
섬 중 하나인 판타르섬

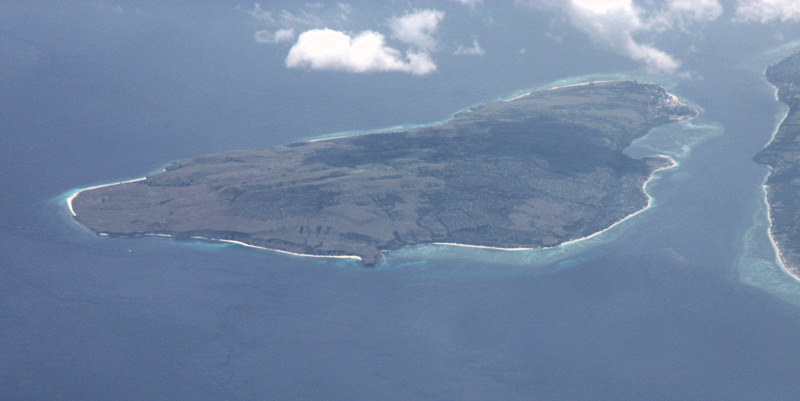
제도에서 가장 작은 섬 중 하나인 캉게

알로르 제도(인도네시아어: Kepulauan Alor)는 인도네시아에 속한 열도로서, 소순다 열도의 동쪽에 위치한다.
알로르섬은 제도의 동쪽 끝에 위치하며 가장 큰 섬이기도 하다. 판타르섬은 알로르섬과 렘바타섬 사이에 위치한 제도에서 두 번째로 큰 섬이다. 작은 섬으로는 푸라섬, 레타, 트르나테(북말루쿠주의 트르나테와 혼동하지 말 것), 그리고 트레웽(Tereweng)이 있으며, 이들 모두 두 주요 섬 사이의 판타르 해협에 위치해 있다. 또한 마리사, 루사, 캄빙은 판타르섬 서쪽 해안의 알로르 해협에 위치한다. 행정적으로 알로르 제도는 알로르 리젠시(인도네시아어: kabupaten)를 형성하며 동누사틍가라주에 속한다. 이 리젠시는 17개의 구와 158개의 마을로 나뉘며, 면적은 2,928.88 km2이고 2020년 인구 조사 기준 인구는 211,872명이다. 2022년 중반 공식 추정치는 216,626명이었다.
제도 동쪽에는 옴바이 해협이 있어 웨타르섬과 아타우루섬으로부터 제도를 분리하며, 후자는 동티모르에 속한다. 남쪽으로는 알로르 해협을 건너 티모르섬의 서쪽 부분이 위치한다. 북쪽으로는 반다해가 있다. 서쪽으로는 렘바타섬, 그리고 나머지 순다 열도가 위치한다.